# 心 (舞花の曲)
「心」（こころ）は日本のシンガーソングライター舞花の3枚目のシングルである。この曲のPVを収録したDVDが付いた初回限定盤とCDのみの通常盤の2形態で発売された。
また、この曲には歌詞の違うアナザーテイク『心～あなたへ～』がある。この曲は2010年（平成22年）12月8日に配信限定シングルとして発売された。

## 背景
2010年（平成22年）公開の日本映画『雷桜』の主題歌として使用されている。舞花の楽曲が映画主題歌として採用されるのは、今回が初である。廣木隆一監督が「時代劇ではなく現代にも通用する曲を探していた」ところ、偶然耳にした舞花の声にほれ込み、直接依頼を行った。1枚目のアルバム『Possible』の収録曲を含めて今まで発表してきた楽曲は地元熊本にいるときに制作されたものがほとんどだったが、今作は上京してから書かれたものである。曲作りにあたっては、まず『雷桜』の台本を読むことから始まった。廣木からは歌詞の言葉選びについていくつか希望を出されたが、基本的には「映画に寄り添いすぎず、自分の言葉で」と注文された。
楽曲の発売及び映画の主題歌使用は2010年8月17日に各メディアで発表された。9月26日から着うたの配信が開始され、10月13日には着うたフルおよびiTunes Store先行配信が開始された。

## 批評
『WHAT's IN?』の川崎直子は『心』を「流麗なストリングスなどの厚みのあるサウンドに負けない独特の歌声が圧巻。強い生命力を感じさせる声なんだよね。本人も参加した詞は性別や世代を超えて支持される普遍性があって秀逸、彼女の代表曲となりそうな予感大だ。」と批評した。

## ミュージックビデオ
監督は廣木隆一が務めた。映画用に撮影された映像を使うのではなく、映画の主演を務めた岡田将生と蒼井優が撮り下ろし映像で出演している。映画主題歌のミュージックビデオを映画監督ならびに主演2人が揃って撮り下ろしたのは、異例のことである。

## 収録曲
| #  | タイトル     | 作詞           | 作曲       | 編曲                                                   | 時間 |
| -- | ------------ | -------------- | ---------- | ------------------------------------------------------ | ---- |
| 1. | 「心」       | 舞花、ソンルイ | ソンルイ   | 松岡モトキ、伊藤隆博、岡村美央（ストリングスアレンジ） | 6:01 |
| 2. | 「スコール」 | 舞花、YUMI     | 舞花、YUMI | 松岡モトキ、伊藤隆博                                   | 4:21 |

| #  | タイトル            | 作詞 | 作曲・編曲 |
| -- | ------------------- | ---- | ---------- |
| 1. | 「心」(Music Video) |      |            |

## チャート成績
2010年10月19日付けのRIAJ有料音楽配信チャートで初登場17位、翌週26日付けで11位を記録。同18日付けのJapan Hot 100で初登場72位、翌週67位に上昇、11月1日付けチャートで9位まで一気にジャンプ・アップした。Hot Top Airplayでは10月18日付けで初登場61位、翌週56位に上昇、こちらも11月1日付けで9位を記録。11月1日付けのHot Singles Salesで初登場20位。2010年11月1日付けのオリコンシングル週間ランキングで初動3,999枚で初登場20位。
| チャート (2010年)                 | 最高 順位 |
| --------------------------------- | --------- |
| RIAJ有料音楽配信チャート          | 11        |
| Billboard Japan Hot 100           | 9         |
| Billboard Japan Hot Top Airplay   | 9         |
| Billboard Japan Hot Singles Sales | 20        |
| オリコン週間ランキング            | 20        |